# Syðradalur, Torshamns kommun
Syðradalur (IPA: [ˈsiːɹaˌdɛalʊɹ], danska: Sydredal) är en liten by på Streymoy, Färöarna. Byn ligger strax utanför större orter som Velbastaður och Kirkjubøur, men fick inte vägförbindelse till övriga samhällen förrän 1982. Syðradalur tillhör Torshamns kommun och hade vid folkräkningen 2015 åtta invånare. Samhället grundades 1590.

## Befolkningsutveckling
| Befolkningsutvecklingen i Syðradalur 1985–2015 | Befolkningsutvecklingen i Syðradalur 1985–2015 | Befolkningsutvecklingen i Syðradalur 1985–2015 | Befolkningsutvecklingen i Syðradalur 1985–2015 | Befolkningsutvecklingen i Syðradalur 1985–2015 |
| ---------------------------------------------- | ---------------------------------------------- | ---------------------------------------------- | ---------------------------------------------- | ---------------------------------------------- |
|                                                |                                                |                                                |                                                |                                                |
| År                                             |                                                |                                                | Folkmängd                                      |                                                |
| 1985                                           | 1985                                           |                                                | 15                                             |                                                |
| 1990                                           | 1990                                           |                                                | 14                                             |                                                |
| 1995                                           | 1995                                           |                                                | 9                                              |                                                |
| 2000                                           | 2000                                           |                                                | 7                                              |                                                |
| 2005                                           | 2005                                           |                                                | 7                                              |                                                |
| 2010                                           | 2010                                           |                                                | 7                                              |                                                |
| 2015                                           | 2015                                           |                                                | 8                                              |                                                |
|                                                |                                                |                                                |                                                |                                                |